# Cegielnia (powiat grójecki)
Cegielnia – wieś w Polsce położona w województwie mazowieckim, w powiecie grójeckim, w gminie Mogielnica.
W latach 1975–1998 miejscowość należała administracyjnie do województwa radomskiego.
Miejscowość leży przy drodze wojewódzkiej nr 728.